# モデル変換言語
モデル変換言語（モデルへんかんげんご、Model Transformation Language）とは、モデル駆動型アーキテクチャにおけるモデル変換を行う（コンピュータ）言語（プログラミング言語ではない）。

## モデル変換言語
OMGは、MOF/QVT と呼ばれるモデル変換言語の標準を定義した。これ以外にも、モデル変換言語として GReAT、VIATRA、ATL 等が存在する。モデル変換はモデル駆動型アーキテクチャの重要なコンポーネントである。